# Dark Castle Entertainment
Dark Castle Entertainment este un studio de film din Statele Unite care este deținut de Silver Pictures, o casă de producție formal afiliată cu Warner Bros. A fost fondată în 1999 de Joel Silver, Robert Zemeckis și Gilbert Adler. Susan Downey a fost co-președinte  al Dark Castle Entertainment.
Numele studioului este un omagiu adus producătorului de filme de groază din anii 1950-1960, William Castle. La început, scopul companiei era acela de a reface filmele de groază ale lui Castle. După două astfel de refaceri,  compania a trecut la producția de materiale originale, dar și refaceri ale altor filme. Începând cu RocknRolla, compania a început să producă și în alte genuri de filme, nu doar de groază. În timp ce majoritatea filmelor companiei au fost inițial prost primite de critici, filmul lor din 2009 Hibrid a avut recenzii mai bune.

## Filmografie
| An   | Film                                                           | Regizor            | Filmul original care a fost refăcut                      |
| ---- | -------------------------------------------------------------- | ------------------ | -------------------------------------------------------- |
| 1999 | House on Haunted Hill (Prețul groazei)                         | William Malone     | House on Haunted Hill (Casa de pe dealul bântuit) (1959) |
| 2001 | Thirteen Ghosts (13 fantome)                                   | Steve Beck         | 13 Ghosts (13 fantome) (1960)                            |
| 2002 | Ghost Ship (Vasul fantomă)                                     | Steve Beck         |                                                          |
| 2003 | Gothika                                                        | Mathieu Kassovitz  |                                                          |
| 2005 | House of Wax (Casa de ceară)                                   | Jaume Collet-Serra | House of Wax (Casa de ceară) (1953)                      |
| 2007 | The Reaping (Zece semne rele)                                  | Stephen Hopkins    |                                                          |
| 2007 | Return to House on Haunted Hill (Întoarcerea la casa bântuită) | Víctor García      |                                                          |
| 2008 | RocknRolla                                                     | Guy Ritchie        |                                                          |
| 2009 | Echelon Conspiracy (Conspirație la nivel înalt)                | Greg Marcks        |                                                          |
| 2009 | Orphan (Orfana)                                                | Jaume Collet-Serra |                                                          |
| 2009 | Whiteout (Coșmarul alb)                                        | Dominic Sena       |                                                          |
| 2009 | The Hills Run Red (Dealurile morții)                           | Dave Parker        |                                                          |
| 2009 | Ninja Assassin (Ninja Assassin)                                | James McTeigue     |                                                          |
| 2009 | Splice (Hibrid)                                                | Vincenzo Natali    |                                                          |
| 2010 | The Losers (Fraierii)                                          | Sylvain White      |                                                          |
| 2011 | Unknown (Necunoscutul)                                         | Jaume Collet-Serra |                                                          |
| 2012 | Dragon Eyes (Război în cartier)                                | John Hyams         |                                                          |
| 2012 | Stash House (Depozit periculos)                                | Eduardo Rodríguez  |                                                          |
| 2012 | The Apparition (Apariția)                                      | Todd Lincoln       |                                                          |
| 2012 | Bullet to the Head (Glonț în cap)                              | Walter Hill        |                                                          |
| 2012 | The Factory                                                    | Morgan O'Neill     |                                                          |
| 2013 | Getaway (Cursă explozivă)                                      | Courtney Solomon   |                                                          |
| 2017 | Suburbicon                                                     | George Clooney     |                                                          |

## Încasări
| An   | Film                  | Buget  | Încasări domestice | Încasări în afara SUA | Total        | Vânzări DVD în SUA | Total (cu vânzări DVD în SUA) |
| ---- | --------------------- | ------ | ------------------ | --------------------- | ------------ | ------------------ | ----------------------------- |
| 1999 | House on Haunted Hill | $37 M. | $40,846,082        | $3,515,228 (A)        | $44,361,370  | N/A                | N/A                           |
| 2001 | Thirteen Ghosts       | $42 M. | $41,867,960        | $26,600,000           | $68,467,960  | N/A                | N/A                           |
| 2002 | Ghost Ship            | $20 M. | $30,113,491        | $38,236,393           | $68,349,884  | N/A                | N/A                           |
| 2003 | Gothika               | $40 M. | $59,694,580        | $81,896,744           | $141,591,324 | N/A                | N/A                           |
| 2005 | House of Wax          | $40 M. | $32,064,800        | $36,701,321           | $68,766,121  | N/A                | N/A                           |
| 2007 | The Reaping           | $40 M. | $25,126,214        | $37,644,845           | $62,771,059  | $19,784,364        | $82,555,423                   |
| 2008 | RocknRolla            | $15 M. | $5,700,626         | $20,027,463           | $25,728,089  | $7,400,623         | $33,139,638                   |
| 2009 | Orphan                | $20 M. | $41,596,251        | $36,741,122           | $78,337,373  | $12,250,443        | $90,587,816                   |
| 2009 | Whiteout              | $35 M. | $10,275,638        | $7,565,229            | $17,840,867  | $3,192,934         | $21,033,801                   |
| 2009 | Ninja Assassin        | $50 M. | $38,122,883        | $23,471,000           | $61,593,883  | $13,841,623        | $75,435,506                   |
| 2010 | The Losers            | $25 M. | $23,591,432        | $5,385,903            | $28,977,335  | $6,462,496         | $35,439,831                   |
| 2010 | Splice                | $30 M. | $17,010,170        | $6,964,022            | $23,974,192  | $3,695,686         | $27,669,878                   |

| Buget | Total        | Vânzări DVD în SUA | Total (cu vânzări DVD-uri) |
| ----- | ------------ | ------------------ | -------------------------- |
| 374M  | $646,033,429 | $62,932,483        | $708,000,000               |

(A) Indică suma minimă, calculată doar pentru două țări.

## Legături externe
- Dark Castle Entertainment la Internet Movie Database

## Vezi și
- Jared Bush
- William Castle
- Susan Downey
- Joel Silver
- Robert Zemeckis
- Warner Bros. Pictures
- After Dark Films